# Raul Danda

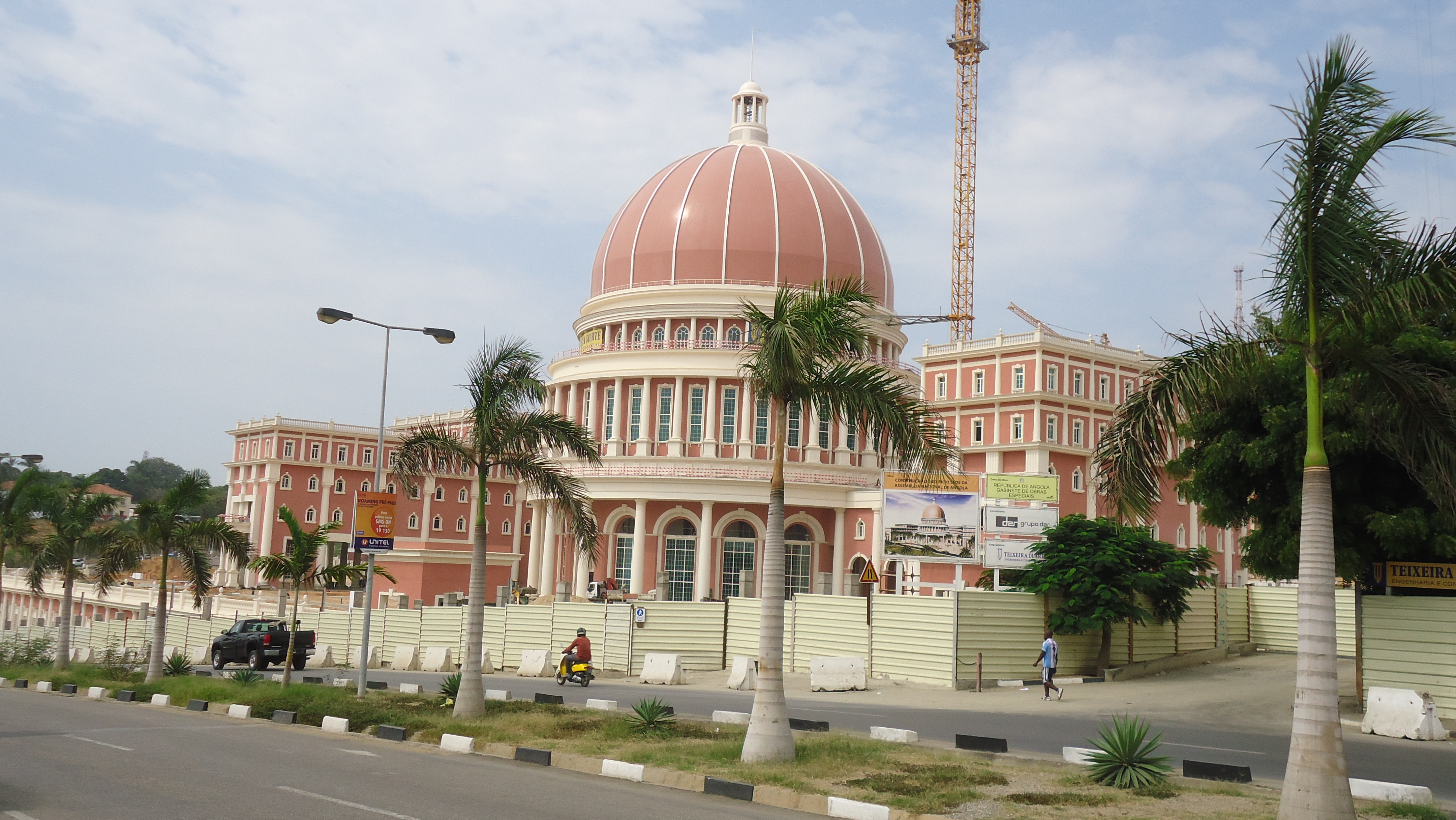
Assemblée nationale à Luanda.

Raúl Manuel Danda (né le 13 novembre 1957 à Cabinda et mort le 8 mai 2021 à Luanda) est un homme politique angolais, député et vice-président du parti UNITA.

## Biographie

### Vie professionnelle
Né à Cabinda, il est un fervent défenseur de cette province. Après avoir obtenu un diplôme en administration des affaires et en science économique à l'université Lusiada d'Angola, il travaille pendant sept ans à l’ambassade des États-Unis à Luanda.
De 1985 à 2006, il exerce la profession de journaliste, d'abord à VORGAN (Voz da Resistência do Galo Negro) avant de rejoindre la Radio nationale d'Angola où il est présentateur. De 1993 à 2006, il travaille au bureau de presse du ministère de la Justice.

### Carrière politique
Membre de l'Union nationale pour l'indépendance totale de l'Angola (UNITA), le principal mouvement d'opposition au gouvernement angolais, il en est directeur de l'information de 1991 à 1992.
En 2006, il est détenu pendant 29 jours et inculpé de crimes contre la sécurité de l'État qui ne font pas l'objet de poursuites judiciaires.
En 2008, il est élu député et réélu en 2012 et en 2017. Il est président du groupe parlementaire de l'UNITA de 2012 à 2016. Il est ensuite vice-président de l'UNITA jusqu'à sa mort. Il est surnommé le « Premier ministre fantôme » de ce parti.